# CS 판두리 트르구지우
CS 판두리 트르구지우(루마니아어: CS Pandurii Târgu Jiu)는 트르구지우를 연고로 하는 루마니아의 축구 클럽이다. 현재는 리가 I에 참가하고 있다.

## 성적
- 리가 I: 준우승 1회 (2012–13)
- 리가 II: 우승 1회 (2004–05), 준우승 1회 (2003–04)
- 리가 III: 우승 4회 (1976–77, 1978–79, 1985–86, 1999–2000), 준우승 2회 (1975–76, 1983–84)
- 쿠파 로므니에이: 준결승 1회 (2006–07)